# ネパール王族殺害事件
ネパール王族殺害事件（ネパールおうぞくさつがいじけん、ネパール語: दरबार हत्याकाण्ड, 英語: Nepalese royal massacre）は、2001年6月1日にネパール王国の首都カトマンズ、ナラヤンヒティ王宮で発生した事件。ディペンドラ王太子が父王のビレンドラら多数の王族を殺害したとされる事件である。
現場名称を取ったナラヤンヒティ王宮事件とも呼ばれる。
ただし、後述の事件に関する不自然さ、矛盾などからディペンドラが真犯人かどうかは疑問視されている。また、事件後に即位したビレンドラの弟ギャネンドラの動向などから、彼が行ったクーデターとする説もある。だが、いずれの説も決定的な証拠がなく、その真相は現在に至るまで不明なままである。

## 公式発表による事件のあらまし
ビレンドラ国王の末弟・ディレンドラ王子の娘婿で、現場にいた国軍大佐のラジーブ・シャヒの証言を元として、6月14日夜に政府の調査委員会がギャネンドラ国王に提出・発表した。
かねてから、ディペンドラ王太子は結婚（希望）相手であったデブヤニ・ラナについて父王や母のアイシュワリヤ王妃らに反対されていた。特に王妃は、同族のラナ家であるものの、デブヤニの家系とは政治的に敵対関係にあるラナ将軍家の出身であったため、強く反対していたという。6月1日に開かれた王族の晩餐会でこの問題が話し合われ、結婚に反対する国王と王妃は、王太子の王位継承権を剥奪するとまで発言した。部屋に戻った王太子は泥酔状態で、午後9時頃再び会場に現れると父母妹弟ら一族の者を銃撃し、自身も直後に銃で自殺を図った。事件で（ディペンドラを除く）9名が死亡、5名が負傷した。

## 被害者

### 死亡
- ビレンドラ - 国王
- アイシュワリヤ - 王妃
- シュルティ - 王女
- ニーラージャン - 第二王子
- シャンティ - 王の姉
- シャラダ - 王の姉
- ディレンドラ - 王弟
- カドガ・ビクラム・シャハ - シャラダの夫
- ジャヤンティ・ラージャ・ラクシュミー・デビー（英語版） - 王の従妹（バスンダラ王子の長女）

### 負傷
- ショーバ・ラージャ・ラクシュミー・デビー（英語版） - 王の妹
- ゴラーク・シャムシェル・ジャング・バハドゥール・ラナ - シュルティの夫
- コマル・ラージャ・ラクシュミー・デビー・シャー（英語版） - ギャネンドラの妻
- ケタキ・チェスター - 王の従妹（ジャヤンティの妹）

## 疑惑
この事件はあまりにも突発的な上、公式発表および政府のその後の対応においていくつかの不可解な点があるとされる。
- 王族が全員集合していたのにビレンドラの弟ギャネンドラだけが欠席していたこと[2]。

事件発生当時、ギャネンドラは地方視察の途中で、ポカラの別荘に滞在していた。
- 出席していた王族の中でもギャネンドラの家族が全員生き残ったこと。

ギャネンドラの子のパラス王子は無傷、妃のコマルも足を負傷したのみ。シャヒ大佐の証言によれば、パラス王子は女性達を背後にかばって「英雄的働き」をしたという。
- 周囲を警護していた国軍[注釈 4]が物音に気づかなかったという点。
- ディペンドラの不自然な自殺の仕方。

銃による自殺とされるが、弾丸が後部から入っており実行しようとするとかなり無理な体勢をとらなければならない。また、銃弾は右利きだったディペンドラの左側頭部から右側頭部にかけて貫通していた。
有力紙『デシャンタル』でもディペンドラを検死した医師らの証言をもとに、右利きのディペンドラの左側頭部から右側頭部にかけて銃弾が貫通しており自殺説に疑問が残る、としている。アメリカのディスカバリーチャンネルで放送された「Zero Hour」シリーズの「ネパール王室の惨劇」では、ディペンドラの自殺方法が上記のように頭の後部ではなく「王子は右利きであるが、銃弾は左から頭を打ちぬいていた」とナレーションされている。
- 事件当時のディペンドラの状態。

ディペンドラは事件時に自分では立てないほどの泥酔状態であったとされる。だが、遺体の検視をした医師の証言ではアルコールが検出されなかったことが述べられている。現場ではディペンドラが使用したライフル銃の薬包47包、軽機関銃の薬包29包が見つかっているが、泥酔状態の王太子が2種類の銃器を操作して、自身の父、母、妹、弟といった直系親族を識別して撃つことができたのか疑問が生じる。
- 事件で使用された凶器の数。

さらには、現場では王太子の使用したとされる4種類の銃器（M16A2、H&K MP5、スパス12、グロック19）が発見されたことから、複数犯が殺害にあたったのではないかとの疑問も生じる。
- 死亡した王族の葬儀が性急かつ非公開で行われた点。

通常、国家元首や王族が死亡した場合は外交的にも国内的にも大々的な式典が行われるのが通例だが、本事件後はそういった儀礼が一切なく、また国民にも非公開のうちに事件後数日で行われた。

## 真相の推測
事件の真相については、「親インドの王弟ギャネンドラがアメリカやインドの後押しを受けて、親中のビレンドラ国王・ディペンドラ王太子らを抹殺した宮廷クーデター」との説がある。ただし、後にギャネンドラは中華人民共和国から92式装輪装甲車5輌や2万5千丁の自動小銃などの武器を購入した。
ネパールはマヘンドラの治世から専制君主制で、また地方では封建的な制度が残っており、毛沢東派勢力（マオイスト）派の共産軍が農村部で王政の転覆と共産革命を目指して内戦（ネパール内戦）を起こしていた。そのような背景の中、ビレンドラ国王がこれまでの専制君主制から立憲君主制の議会民主主義への緩やかな移行を宣言し、1990年には憲法改正が行なわれ、選挙選出による議会制度も導入されていた。ただし、国王の大権が非常に強く残っており、例えば大抵の政府機関には「陛下の～」という接頭辞がついており、また国軍は議会や内閣ではなく国王に直属していた。
事件の不自然さに加え、ギャネンドラの家族が全員無事だったことと、彼がビレンドラの進めた民主化に最後まで強硬に反対を唱え、民主化後は政争の激化などマイナス面を批判し続けていたことが、この陰謀説に信憑性を与えている。また、2001年になって与党のネパール会議派は反政府ゲリラであるマオイストに対して国軍の投入を考えていたが、現実主義者であるビレンドラは内戦の激化を恐れ、野党のネパール統一共産党とともに慎重な姿勢を見せていた。だが、ギャネンドラは反政府勢力に対して強権的であり、この事件はギャネンドラの主導でわずか2週間で収拾が図られて会議派もそれを追認しているが、背景にはそのような要因もあったとされる。
マオイストの最高幹部バーブラーム・バッタライは有力紙『カンティプル』で、「新たな"王宮大虐殺事件"を認めるわけにはいかない」との題で論評を出し、この事件の真相に疑問を持つ国民の声を代弁した。バッタライは今回の事件もギャネンドラが同様に王権を奪取するために行ったクーデターであると示唆した。
カゲンドラ・サングラウラもまた『カンティプル』に「第二の王宮大虐殺事件―政府の秘密主義に国民は霧に迷った鳥」との題で論評を出し、政府に対して真相解明を求めている。また、サングラウラはこの事件を無傷で生き残ったギャネンドラの息子パラスへ疑いの目を向けている。
司法解剖が行われなかったと言う点もあわせ、様々な推測や噂が流れているため、真相の究明は困難である。

## 事件の結果
国王ビレンドラが立憲君主制を推進した名君として国民に慕われていた中で、国王や王妃、王太子、王族が多数死亡しただけでなく、ギャネンドラによるクーデターではないのかとの陰謀説も飛び交い、王室の威信は大いに失墜した。また、マオイストがこの事件以降の政情不安の増大に乗じて、さらに攻勢を強める結果となった。
事件でビレンドラが即死したため、陸軍病院に搬送されていたディペンドラが意識不明のまま王位を継承し、ギャネンドラがその摂政となった。6月4日未明にディペンドラが崩御すると、その日のうちにギャネンドラの王位継承が国家評議会によって認められた。ネパール王国は初代プリトビ・ナラヤン・シャハの創始以来、王位は一貫して父から子へと継承されてきたが、ギャネンドラによる傍系からの継承は王国の政体に変質を生じさせた。
しかし、かねてから兄の民主化政策に反対していたギャネンドラの信望は低かったために、その継承は祝福されず、ビレンドラらの崩御に不信感と疑惑を持つ民衆らが首都カトマンズに集結し、ギャネンドラ即位の反対集会が開かれ、警官隊と衝突して死者が出る騒ぎとなった。また、事件の真相を新国王によるクーデターと訴えたバッタライは反逆罪に問われ、その論評を掲載した『カンティプル』の編集長も逮捕された。後日、ネパール政府は人権団体や米国の批判を受けて、編集長を釈放した。ビレンドラの治世からネパールでは高度な言論の自由・報道の自由が憲法で保障されていたため、このことも国民に衝撃を与えた。
ギャネンドラは王位についたものの、議会政治のままではマオイストの制圧が進まないと主張し、11月26日に非常事態宣言を発令、2002年5月には下院を解散し首相を解任、内閣を側近で固め、更に2005年には全閣僚を解任して直接統治を宣言するなど専制に走った。だが、ただでさえ人望のなかったギャネンドラは結局、このことで国内外からの強い反発を招き、かえって野党や反体制派を団結させた上にマオイストも勢いづかせたばかりか、2006年4月以降の大規模な民主化運動（ロクタントラ・アンドラン）への引き金を引いてしまった。また、兄王の進めた民主化を真っ向から否定するような反動政策から「事件の犯人はディペンドラではなく、居合わせなかったギャネンドラがパラスに行わせたに違いない」とネパールの民衆は信じるようになった。
民主化運動が全国的な勢いを得た結果、ギャネンドラも要求を受け入れざるを得なくなり、2006年5月18日に国王の政治的特権はすべて剥奪、元首ですらなくなった。さらに2008年5月28日、制憲議会で共和制が議決、王制は廃止されギャネンドラは退位することになり、ネパール王国（ゴルカ朝）は終焉した。しかし、ギャネンドラは王宮退去の際のテレビ演説で、王族殺人事件への関与を改めて否定した。